# 塔爾瓦斯圖鄉

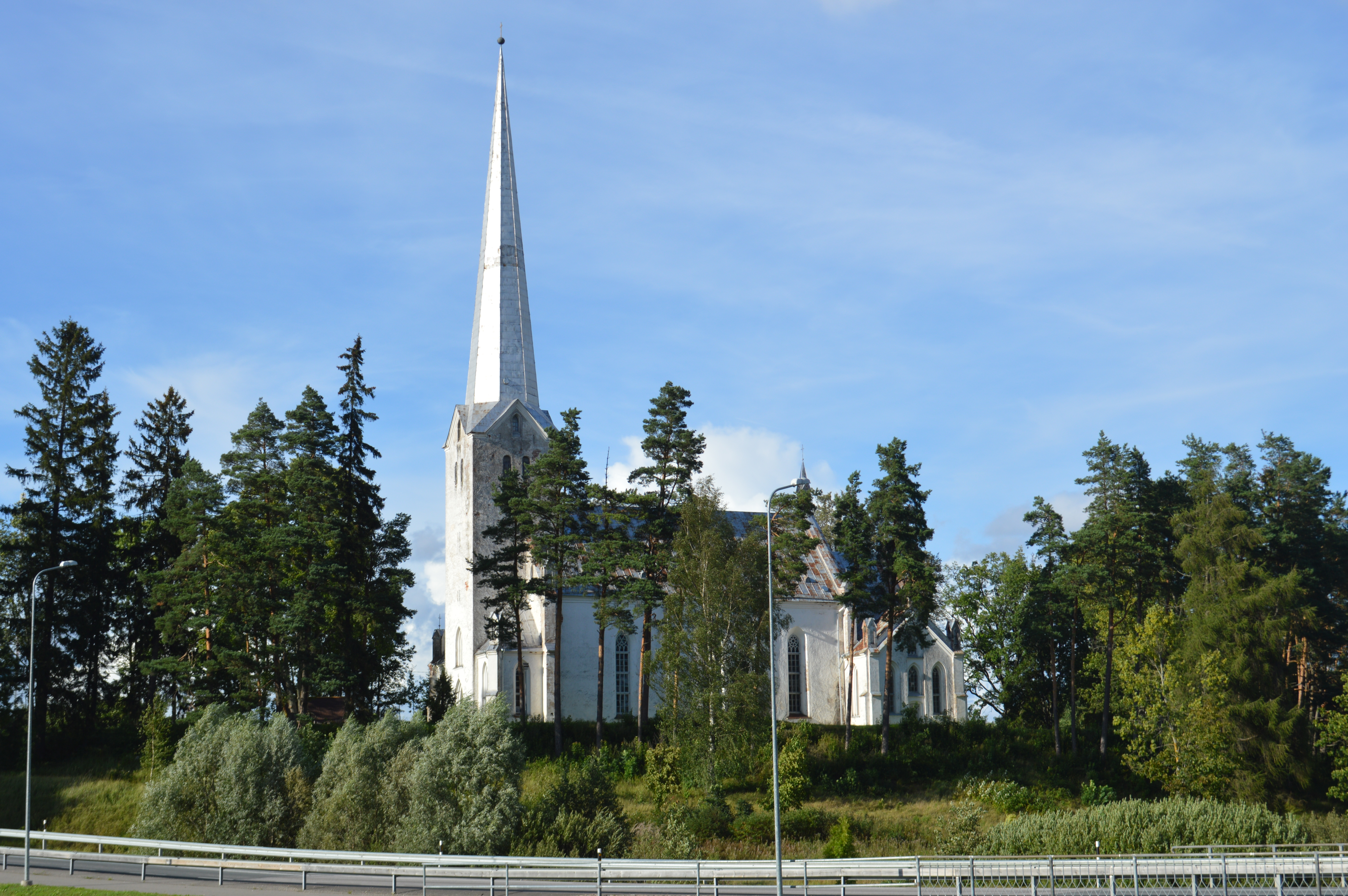
塔爾瓦斯圖教堂

塔爾瓦斯圖鄉，曾是愛沙尼亞維爾揚迪縣的一個鄉村型市镇，位於該國南部，行政中心設於穆斯特拉，面積409平方公里，2009年人口4,216，人口密度每平方公里10人。
2017年爱沙尼亚行政改革后，塔爾瓦斯圖市镇和科爾加亞尼市鎮一道并入维尔扬迪市镇。
58°14′6″N 25°51′48″E / 58.23500°N 25.86333°E